# Trippon Norbert
Trippon Norbert (1979 –) magyar politikus, jogász, Budapest IV. kerületének polgármestere.

## Életrajz
1979-ben született, pedagógus szülők gyermekeként. 2002-ben az ELTE Állam-és Jogtudományi Karán jogász diplomát, 2017-ben a CEU-n MBA (Master of Business Administration) diplomát, majd 2018-ben nemzetközi (ACCA) pénzügy, számvitel képesítést szerzett. Korábban dolgozott jogászként ügyvédi irodában.

## Politikai tevékenység
Az 1990-es évek vége óta vesz részt a helyi (újpesti) politikában. 2002-ben és 2006-ban önkormányzati képviselővé választották az MSZP színeiben. 2007 és 2010 között alpolgármesterként dolgozott az újpesti önkormányzatban. 2010 és 2019 között az újpesti MSZP frakcióvezetője volt.
2010-ben és 2014-ben az MSZP IV. kerületi polgármesterjelöltje volt, de mindkét alkalommal elvesztette a választást a fideszes Wintermantel Zsolttal szemben. 2010 és 2024 között továbbra is önkormányzati képviselő maradt.
2014 és 2019 között a fővárosi Közbeszerzési Bizottság elnökeként dolgozott. 2019 októberében kilépett az MSZP-ből és a Demokratikus Koalíció tagja lett. 2019 és 2024 között Újpest költségvetésért, városüzemeltetésért és projektmenedzsmentért felelős alpolgármestereként dolgozott.
2023 márciusában Déri Tibor polgármester bejelentette, nem indul újra a címért, helyette a városvezető koalíció Trippon Norbertet indítja polgármesterjelöltjeként. A 2024-es önkormányzati választáson Trippon 46,9% - 35,1% arányban legyőzte a Fidesz jelöltjét, Wintermantel Zsoltot, így Újpest polgármesterévé választották. Megbízatása 2024 októberében kezdődött.